# Eleocharis tetraquetra
Eleocharis tetraquetra är en halvgräsart som beskrevs av Christian Gottfried Daniel Nees von Esenbeck. Eleocharis tetraquetra ingår i släktet småsäv, och familjen halvgräs. Inga underarter finns listade i Catalogue of Life.